# 长柄万年青属
长柄万年青属（学名：Aglaodorum），也叫长梗万年青属，是天南星科开花植物的单型属。该属的唯一物种是Aglaodorum griffithii。
该属与广东万年青属中的物种极为相似。将长柄万年青属与广东万年青属中的物种区分开来的一个主要区别是它产生绿色果实，而广东万年青属物种产生红色果实。此外，长柄万年青属的花序梗较长，只开一圈花，而非像广东万年青属那般多。
长柄万年青属生长在婆罗洲、苏门答腊、印度支那南部和马来半岛的潮汐泥滩中。它通常与缘毛水椒草（Cryptocoryne ciliata）和水椰一起生长。这种植物的一个有趣特征是种子在从植物上掉下来之前就会发芽。种子本身往往很大。